# Grigori Grigorjewitsch Orlow

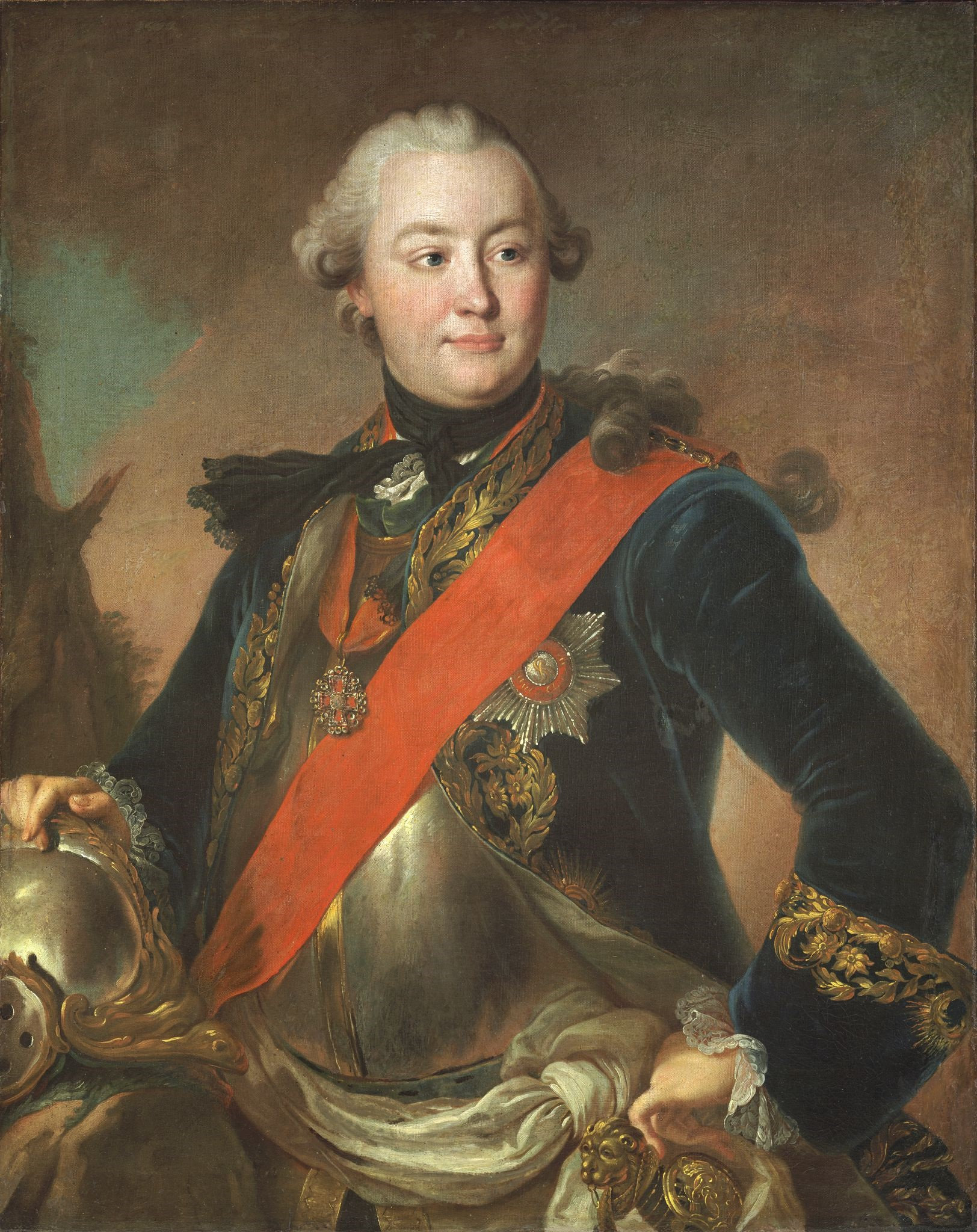
Grigori Grigorjewitsch Orlow. Porträt von Fjodor Rokotow, 1762–1763

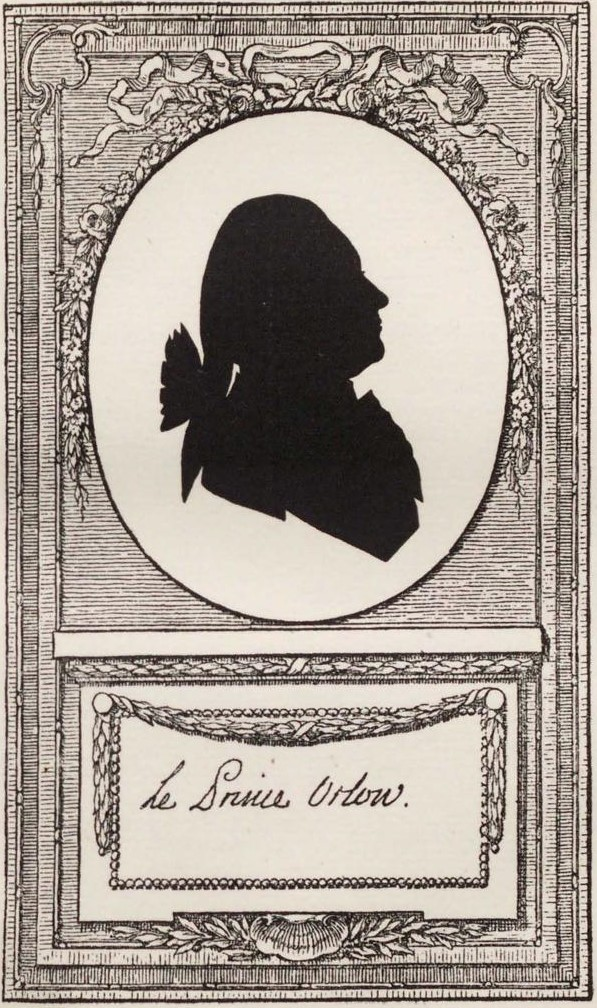
Grigori Grigorjewitsch Orlow

Grigori Grigorjewitsch Orlow (russisch Григорий Григорьевич Орлов, wiss. Transliteration Grigorij Grigor'evič Orlov; * 17. Oktober 1734; † 24. April 1783 in Moskau) war Geliebter Katharinas II. und Offizier der russischen Armee.

## Biografie
Grigori Orlow war ein Angehöriger der russischen Adelsfamilie Orlow. Er wurde als Sohn des Grigori Iwanowitsch Orlow (russisch Григорий Иванович Орлов) (1685–1746), des Gouverneurs von Nowgorod Weliki und dessen Ehefrau Lukerja Iwanowna Sinowjewa (russisch Лукерья Ивановна Зиновьева) (* 1710) geboren und hatte vier Brüder: Alexei Grigorjewitsch Orlow (1737–1808), Iwan Grigorjewitsch Orlow (1733–1791), Fjodor Grigorjewitsch Orlow (1741–1796) und Wladimir Grigorjewitsch Orlow (1743–1831).
Orlow war Adjutant des Artilleriechefs Graf Pjotr Iwanowitsch Schuwalow. Während des Siebenjährigen Krieges wurde er in der Schlacht bei Zorndorf verwundet. Daraufhin wurde er als Eskorteoffizier des gefangenen Grafen von Schwerin nach Petersburg geschickt, wo seine körperlichen Vorzüge die Aufmerksamkeit der bald zur Kaiserin aufsteigenden Katharina II. auf sich zogen, die ihn zu ihrem Geliebten machte. Aus dieser Verbindung wurde am 11. April (julianisch 31. März) 1762 Graf Alexej Grigoriewitsch Bobrinski geboren. Für Katharina bereitete er am 9. Juli 1762 zusammen mit seinen Brüdern den Sturz Peters III. vor. Grigori wurde zwar nicht, wie erhofft, Gemahl der Kaiserin, jedoch reich belohnt und zum Generalfeldzeugmeister ernannt. 1765 schenkte die Zarin ihm Landbesitz, auf dem er das Schloss Gattschina erbauen ließ.

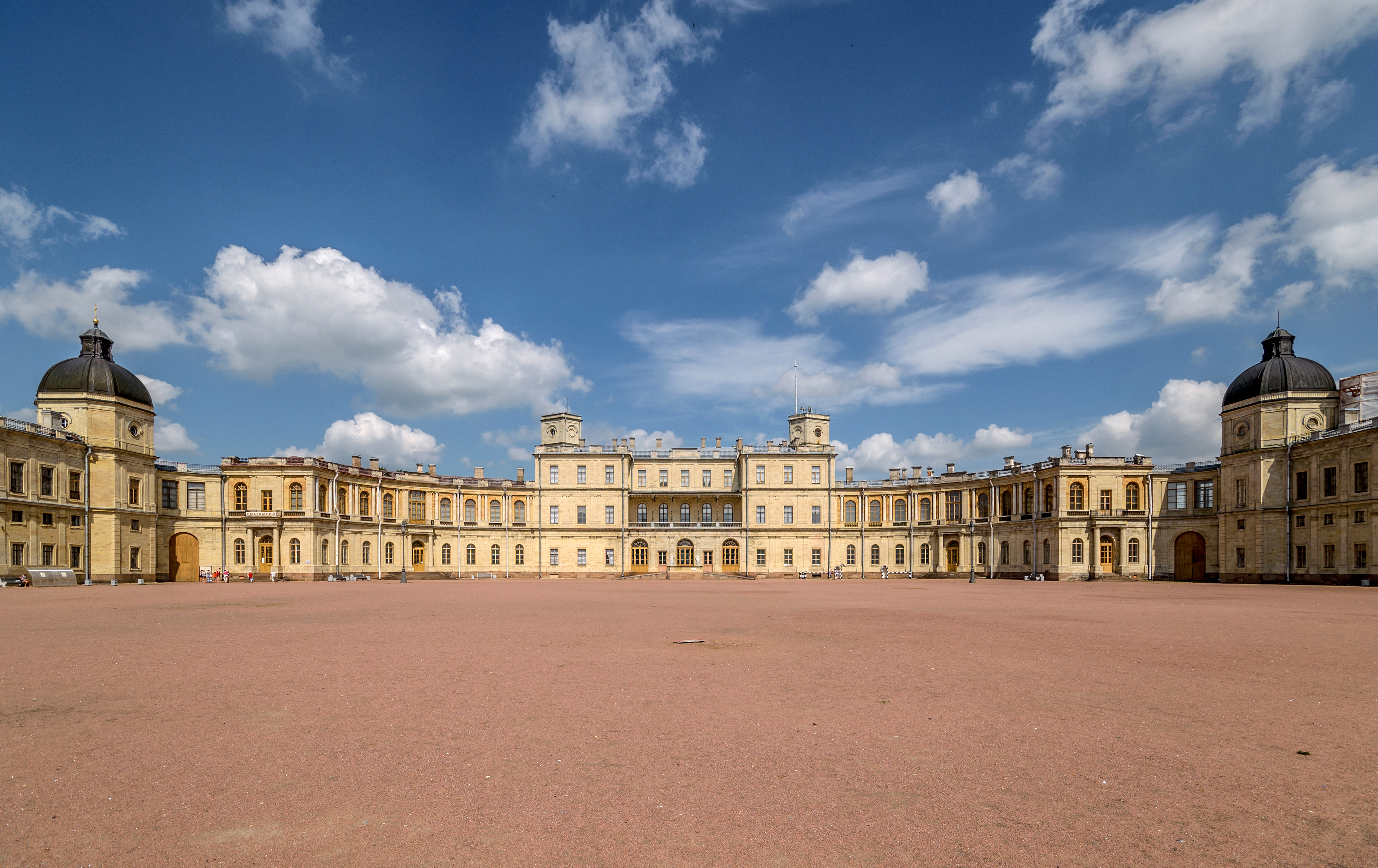
Schloss Gattschina

Zur Pflege guter preußisch-russischer Beziehungen verlieh ihm der preußische König Friedrich der Große 1771 den Schwarzen Adlerorden. Im selben Jahr ließ die Kaiserin Katharina als Erinnerung an seine Leistung in der Moskauer Pestrevolte eine Ehrenmedaille erstellen.
Orlow war der Urheber der Idee, durch Ausrüstung einer Expedition in das Mittelmeer (1769 und 1770) der Türkei in den Rücken zu fallen. Schon 1762 nebst seinen Brüdern in den Grafenstand erhoben, wurde er 1772 auch noch von Joseph II. zum deutschen Reichsfürsten ernannt. Als russischer Gesandter auf dem Friedenskongress von Focșani 1772 erlangte er infolge seines anmaßenden Auftretens gegen die Türken nur wenig Vorteile für Russland. Auf die Nachricht, dass Katharina Potjomkin ihre Gunst zugewandt habe, eilte er rasch nach Petersburg; ehe er dort eintraf, erhielt er jedoch den Befehl, sich auf sein Schloss Gattschina zu begeben. Dort bedachte ihn die Kaiserin mit neuen bedeutenden Schenkungen an Bauern und barem Geld und übereignete ihm bald darauf auch noch den Marmorpalast in Petersburg. Seit 1777 war er Ehrenmitglied der Petersburger Akademie der Wissenschaften.
Grigori Orlow lebte fortan teils auf Reisen, teils in Moskau und verheiratete sich später mit seiner Nichte. Er wurde geisteskrank und starb am 24. April 1783 in einem Heim in Moskau. 
Orlow hatte auch zwei uneheliche Töchter: Die ältere Natalja (1761–1808) ehelichte den baltischen Grafen Friedrich von Buxhoeveden, die jüngere Elisabeth heiratete den Dichter Friedrich Maximilian von Klinger. Die verbreitete Annahme, dass die beiden Töchter ebenfalls der Liaison des Grafen mit der Zarin entstammten, beruht lediglich auf der Vermutung, dass Orlow der Zarin treu geblieben ist. In der Tat mag die Mutter Elena Fürstin Kurakina, geborene Gräfin Apraksina, gewesen sein. Natalia und ihre Schwester Elisabeth wurden von Adoptiveltern, der Familie des Petersburger Obersten Alexandr Aleksejew, erzogen. Die ehemalige Bischofsburg Lohde in Estland hatte Katharina II. Orlow 1771 ebenfalls geschenkt; nach seinem Tod kaufte sie diese von ihrem gemeinsamen Sohn Graf Bobrinski zurück und schenkte sie Orlows Tochter Natalja Buxhoeveden.

## Auszeichnungen
- Orden des Heiligen Alexander Newski
- Orden des Heiligen Andreas des Erstberufenen
- Annenorden (Holstein-Gottorf)
- Orden des Heiligen Wladimir, Ritter I. Klasse
- Preußischer Schwarzer Adlerorden